# Живанши ан Гоел
Живанши ан Гоел (фр. Givenchy-en-Gohelle) насеље је и општина у североисточној Француској у региону Север-Па де Кале, у департману Па де Кале која припада префектури Арас.
По подацима из 2011. године у општини је живело 2041 становника, а густина насељености је износила 343,03 становника/km². Општина се простире на површини од 5,95 km². Налази се на средњој надморској висини од 97 метара (максималној 148 m, а минималној 48 m).

## Демографија
| 1962. | 1968. | 1975. | 1982. | 1990. | 1999. | 2011. |
| ----- | ----- | ----- | ----- | ----- | ----- | ----- |
| 1.508 | 1.555 | 1.627 | 1.755 | 1.973 | 2.051 | 2.041 |

График промене броја становника у току последњих година